# الدوري السوري الدرجة الثانية
الدوري السوري الدرجة الثانية، هي بطولة الدوري الثانية من حيث الأهمّية لكرة القدم في سوريا. تقسم الفرق المشاركة على 4 مجموعات وتلعب المباريات بنظام الدوري ذهاب وإياب. وتشارك الفرق بالأدوار التمهيدية لكأس سوريا لكرة القدم.

## الأندية الحالية (موسم 2018/2019)
- الصبورة
- المليحة
- الثعلة
- الصنمين
- لاهثة
- عرطوز
- صلخد
- الرحى
- جباب
- زاكية
- قارة
- المخرم
- الجولان
- حرستا
- القطيفة
- النصر
- تلقطا
- الظاهرية
- اليرموك